# Hans-Joachim Sachau
Hans-Joachim Sachau (* 1. Februar 1944 in Fleestedt) ist ein Brigadegeneral außer Dienst des Heeres der Bundeswehr.

## Leben
Sachau absolvierte 1964 das Abitur in Hamburg-Harburg, trat danach in die Bundeswehr ein und wurde zunächst in der Panzergrenadiertruppe als Reserveoffizier ausgebildet. 1966 wurde er beim Panzergrenadierbataillon 173 zum Leutnant befördert. Er war Zugführer und Hörsaaloffizier bei der Heeresoffizierschule II und von 1972 bis 1976 Kompaniechef im Panzergrenadierbataillon 163.
Von 1976 bis 1978 absolvierte er den 19. Generalstabslehrgang Heer an der Führungsakademie der Bundeswehr in Hamburg, wo er zum Offizier im Generalstabsdienst ausgebildet wurde. Anschließend war er von 1978 bis 1980 Studienprojektoffizier im Militärischen Bereich Operations Research in Ottobrunn, von 1980 bis 1983 Generalstabsoffizier für Planung, Ausbildung und Organisation (G3) der Panzergrenadierbrigade 7, von 1983 bis 1985 Bataillonskommandeur des Panzergrenadierbataillons 182 in Bad Segeberg, von 1985 bis 1988 Referent für Truppenführung im Führungsstab des Heeres III 2 im Bundesministerium der Verteidigung in Bonn, von 1988 bis 1990 Chef des Stabes der 7. Panzerdivision in Unna und von 1990 bis 1995 Referatsleiter für Organisationsgrundlagen des Heeres im Führungsstab des Heeres IV 2 im Bundesministerium der Verteidigung.
1995 wurde Sachau Stellvertreter des Befehlshabers im Wehrbereich I und zugleich stellvertretender Divisionskommandeur und Kommandeur Divisionstruppen der 6. Panzergrenadierdivision in Kiel und 1997 Chef des Stabes des Hauptquartiers der Alliierten Landstreitkräfte Schleswig-Holstein und Jütland der NATO in Rendsburg, wo er zum Brigadegeneral befördert wurde. Ab 1998 war er Chef des Stabes des Multinationalen Korps Nord-Ost in Stettin, ab April 2001 stellvertretender Divisionskommandeur der 7. Panzerdivision in Düsseldorf und in seiner letzten Verwendung ab Oktober 2001 Stellvertreter des Befehlshabers im Wehrbereich I „Küste“ in Kiel. Mit Ablauf des Januar 2005 wurde er in den Ruhestand versetzt.
Sachau ist verheiratet, evangelisch und hat eine Tochter sowie drei Söhne.